# 鲍里斯·博尔
鲍里斯·博尔（1950年12月12日—），奥地利男子马术运动员。他曾代表奥地利参加1988年和1992年夏季奥林匹克运动会马术比赛，其中1992年奥运会获得一枚银牌。